# 대구 북구의 행정 구역
대구 북구의 행정 구역은 23개 행정동으로 구성되어 있다. 대구 북구의 면적은 94.09 km2이며, 인구는 2012년 8월 1일을 기준으로 다음과 같다.

## 행정 구역
| \| 행정동 \| 한자 \| 면적 \| 세대 \| 인구 \| \| ---------- \| ---------- \| ----- \| ------- \| ------- \| \| 고성동 \| 古城洞 \| 0.53 \| 3,135 \| 7,243 \| \| 칠성동 \| 七星洞 \| 1.35 \| 7,810 \| 20,488 \| \| 침산1동 \| 砧山1洞 \| 1.21 \| 2,437 \| 6,110 \| \| 침산2동 \| 砧山2洞 \| 0.99 \| 5,672 \| 17,085 \| \| 침산3동 \| 砧山3洞 \| 1.07 \| 6,945 \| 20,964 \| \| 노원동 \| 魯院洞 \| 3.09 \| 5,417 \| 13,025 \| \| 산격1동 \| 山格1洞 \| 0.91 \| 5,805 \| 13,357 \| \| 산격2동 \| 山格2洞 \| 2.29 \| 4,769 \| 13,738 \| \| 산격3동 \| 山格3洞 \| 0.8 \| 4,580 \| 10,536 \| \| 산격4동 \| 山格4洞 \| 0.74 \| 4,402 \| 10,624 \| \| 복현1동 \| 伏賢1洞 \| 0.39 \| 3,612 \| 7,896 \| \| 복현2동 \| 伏賢2洞 \| 1.87 \| 10,001 \| 29,253 \| \| 대현동 \| 大賢洞 \| 1.23 \| 7,904 \| 18,770 \| \| 검단동 \| 檢丹洞 \| 3.9 \| 3,357 \| 9,408 \| \| 무태조야동 \| 無怠助也洞 \| 23.24 \| 11,762 \| 32,294 \| \| 관문동 \| 關門洞 \| 14.65 \| 12,765 \| 35,963 \| \| 태전1동 \| 太田1洞 \| 2.7 \| 8,949 \| 24,470 \| \| 태전2동 \| 太田2洞 \| 1.71 \| 9,343 \| 26,376 \| \| 구암동 \| 鳩岩洞 \| 4.4 \| 13,733 \| 42,820 \| \| 관음동 \| 觀音洞 \| 2.99 \| 7,973 \| 22,106 \| \| 읍내동 \| 邑內洞 \| 5.72 \| 10,573 \| 29,979 \| \| 동천동 \| 東川洞 \| 1.12 \| 10,479 \| 33,071 \| \| 국우동 \| 國優洞 \| 17.19 \| 9,343 \| 26,985 \| \| 북구 \| 北區 \| 94.09 \| 164,226 \| 454,954 \| |            |       |         |         |
| 행정동 | 한자       | 면적  | 세대    | 인구    |
| 고성동 | 古城洞     | 0.53  | 3,135   | 7,243   |
| 칠성동 | 七星洞     | 1.35  | 7,810   | 20,488  |
| 침산1동 | 砧山1洞    | 1.21  | 2,437   | 6,110   |
| 침산2동 | 砧山2洞    | 0.99  | 5,672   | 17,085  |
| 침산3동 | 砧山3洞    | 1.07  | 6,945   | 20,964  |
| 노원동 | 魯院洞     | 3.09  | 5,417   | 13,025  |
| 산격1동 | 山格1洞    | 0.91  | 5,805   | 13,357  |
| 산격2동 | 山格2洞    | 2.29  | 4,769   | 13,738  |
| 산격3동 | 山格3洞    | 0.8   | 4,580   | 10,536  |
| 산격4동 | 山格4洞    | 0.74  | 4,402   | 10,624  |
| 복현1동 | 伏賢1洞    | 0.39  | 3,612   | 7,896   |
| 복현2동 | 伏賢2洞    | 1.87  | 10,001  | 29,253  |
| 대현동 | 大賢洞     | 1.23  | 7,904   | 18,770  |
| 검단동 | 檢丹洞     | 3.9   | 3,357   | 9,408   |
| 무태조야동 | 無怠助也洞 | 23.24 | 11,762  | 32,294  |
| 관문동 | 關門洞     | 14.65 | 12,765  | 35,963  |
| 태전1동 | 太田1洞    | 2.7   | 8,949   | 24,470  |
| 태전2동 | 太田2洞    | 1.71  | 9,343   | 26,376  |
| 구암동 | 鳩岩洞     | 4.4   | 13,733  | 42,820  |
| 관음동 | 觀音洞     | 2.99  | 7,973   | 22,106  |
| 읍내동 | 邑內洞     | 5.72  | 10,573  | 29,979  |
| 동천동 | 東川洞     | 1.12  | 10,479  | 33,071  |
| 국우동 | 國優洞     | 17.19 | 9,343   | 26,985  |
| 북구 | 北區       | 94.09 | 164,226 | 454,954 |

## 법정동
| 행정동     | 법정동                                                                         |
| ---------- | ------------------------------------------------------------------------------ |
| 검단동     | 검단동(檢丹洞)                                                                 |
| 고성동     | 고성동1가(古城洞1街), 고성동2가(古城洞2街), 고성동3가(古城洞3街)               |
| 관문동     | 금호동(琴湖洞), 노곡동(魯谷洞), 매천동(梅川洞), 사수동(泗水洞), 팔달동(八達洞) |
| 관음동     | 관음동(觀音洞)                                                                 |
| 구암동     | 구암동(鳩岩洞)                                                                 |
| 국우동     | 국우동(國優洞), 도남동(道南洞), 동호동(東湖洞), 학정동(鶴亭洞)                 |
| 노원동     | 노원동1가(魯院洞1街), 노원동2가(魯院洞2街), 노원동3가(魯院洞3街)               |
| 대현동     | 대현동(大賢洞)                                                                 |
| 동천동     | 동천동(東川洞)                                                                 |
| 무태조야동 | 동변동(東邊洞), 서변동(西邊洞), 연경동(硏經洞), 조야동(助也洞)                 |
| 복현1동    | 복현동(伏賢洞)                                                                 |
| 복현2동    | 복현동(伏賢洞)                                                                 |
| 산격1동    | 산격동(山格洞)                                                                 |
| 산격2동    | 산격동(山格洞)                                                                 |
| 산격3동    | 산격동(山格洞)                                                                 |
| 산격4동    | 산격동(山格洞)                                                                 |
| 읍내동     | 읍내동(邑內洞)                                                                 |
| 칠성동     | 칠성동1가(七星洞1街), 칠성동2가(七星洞2街)                                     |
| 침산1동    | 침산동(砧山洞)                                                                 |
| 침산2동    | 침산동(砧山洞)                                                                 |
| 침산3동    | 침산동(砧山洞)                                                                 |
| 태전1동    | 태전동(太田洞)                                                                 |
| 태전2동    | 태전동(太田洞)                                                                 |

## 연혁
- 조선시대에 달성군 북면 지역이었다. 1914년 대구부에 편입되었다.
- 1963년 1월 1일 구제 실시로 대구시 북구를 설치하였다.[2] (9법정동)

| 법률 제1174호 대구시구설치에관한법률                                                       |                                                                                     |
| 구 행정구역 (법정동)                                                                       | 신 행정구역                                                                         |
| 대구시 칠성동1가·칠성동2가·태평로3가·침산동·산격동·복현동·검단동(북부출장소)·서변동·동변동 | 대구시 북구 칠성동1가·칠성동2가·태평로3가·침산동·산격동·복현동·검단동·서변동·동변동 |
- 1963년 12월 1일 태평로3가를 태평로3가,4가,5가,6가로 분동하였다.[3] (12법정동)

| 대구시 조례 제333호   |                                                     |
| 구 행정구역 (법정동)  | 신 행정구역                                         |
| 대구시 북구 태평로3가 | 대구시 북구 태평로3가·태평로4가·태평로5가·태평로6가 |
- 1964년 7월 1일 태평로3가 전역을 중구에 편입하였다.[4] (11법정동)

| 법률 제1641호 대구시의구의관할구역변경에관한법률 |                       |
| 구 행정구역 (법정동)                             | 신 행정구역           |
| 대구시 북구 태평로3가                            | 대구시 중구 태평로3가 |
- 1965년 2월 1일 동 행정구역 개편 및 통폐합하였다.[5] (14행정동)

14행정동 - 칠성1가동, 칠성2가1동, 칠성2가2동, 태평로4가동, 태평로5·6가동, 침산1동, 침산2동, 산격1동, 산격2동, 산격3동, 복현동, 검단동, 동변동, 서변동
- 1966년 1월 1일 침산동 일부를 서구에 편입하였다.[6]
- 1968년 7월 20일 칠성동2가 일부를 동구에 편입하였다.[7]
- 1970년 7월 1일 침산1동이 침산3동으로 분동하였다.[8] (15행정동)
- 1975년 10월 1일 동구 신암동 일부, 서구 원대동2가 일부, 원대동4가,5가,6가, 노곡동, 조야동 전역을 북구에 편입하였고,[9], 태평로4가동을 고성1가동으로, 태평로5·6가동을 고성2·3가동으로 개칭, 편입한 원대동을 노원1·2가동, 노원3가동으로 개편하였고,[10] 신암3동을 대현1동으로, 신암6동을 대현2동으로 개칭, 행정동 노곡동, 조야동 북구로 이관, 행정동 동변동, 서변동을 동서변동으로 합동하였다.[11] (20행정동 17법정동)

| 대통령령 제7816호 구의증설및관할구역변경에관한규정                     |                                                         |
| 구 행정구역 (법정동)                                                   | 신 행정구역                                             |
| 대구시 동구 신암동 일부                                                | 대구시 북구 대현동                                      |
| 대구시 서구 원대동2가 일부/원대동4가·원대동5가·원대동6가·노곡동·조야동 | 대구시 북구 노원동1가·노원동2가·노원동3가·노곡동·조야동 |
| 대구시 조례 제918호                                                    |                                                         |
| 구 행정구역 (법정동)                                                   | 신 행정구역                                             |
| 대구시 북구 태평로4가·태평로5가·태평로6가                              | 대구시 북구 고성동1가·고성동2가·고성동3가               |
- 1978년 8월 19일 칠성동2가 470번지에서 고성동3가 1번지(남침산네거리)로 구청사 이전하였다.[12]
- 1979년 5월 1일 노원3가동을 노원3가1동, 노원3가2동으로, 대현2동을 대현3동으로 분동하였다.[13] (22행정동)
- 1980년 4월 1일 고성1가동, 고성2·3가동을 고성동으로 합동하였다.[14] (21행정동)
- 1981년 7월 1일 칠곡군 칠곡읍 일원을 편입하여 대구직할시 북구로 승격하였고[15], 칠곡출장소 설치하였다.[16] (30법정동)
- 1982년 9월 1일 칠곡출장소 내에 칠곡1동과 칠곡2동을 설치하였다. (23행정동)
- 1983년 3월 15일 칠곡출장소 내에 칠곡3동을 설치하였다. (24행정동)
- 1984년 8월 1일 구청사 침산3동 447-16번지 현위치로 이전하였다.[17]
- 1987년 1월 1일 동구 신암동 일부 및 연경동 일원 편입하였고[18], 행정동 동서변동을 무태동으로 개칭하였다. (31법정동)
- 1988년 5월 1일 자치구로 승격하였다.[19]
- 1990년 6월 1일 복현동을 복현1동과 복현2동으로 분동하였다. (25행정동)
- 1992년 9월 1일 산격1동을 산격4동으로 분동하였다. (26행정동)
- 1994년 7월 1일 칠곡1동을 관음동으로 분동하였다. (27행정동)
- 1995년 1월 1일 대구광역시 북구로 개칭하였다.[20]
- 1995년 3월 1일 칠곡1동을 태전동으로 분동하였다. (28행정동)
- 1997년 1월 1일 칠곡출장소를 강북출장소로 개칭하였다.[21]
- 1998년 10월 12일 강북출장소 폐지, 칠성1가동과 칠성2가1동을 칠성1동으로, 노원3가1동과 노원3가2동을 노원3동으로, 대현3동을 대현2동으로, 무태동과 조야동을 무태조야동으로, 노곡동을 칠곡2동으로 합동, 칠성2가2동을 칠성2동으로, 노원1·2가동을 노원1·2동으로 개칭하였다.[22] (23행정동)
- 1999년 5월 24일 칠성1동과 칠성2동을 칠성동으로 합동하였다.[23] (22행정동)
- 2003년 3월 10일 칠곡1동을 태전2동과 구암동으로, 칠곡3동을 읍내동과 동천동으로 분동, 태전동을 태전1동으로, 칠곡2동을 관문동으로 개칭하였다.[24] (24행정동)

| 북구 조례 제610호 |             |                                        |
| 구 행정구역       | 신 행정구역 | 법정동                                 |
| 태전동            | 태전1동     | 태전동                                 |
| 칠곡1동           | 태전2동     | 태전동                                 |
| 칠곡1동           | 구암동      | 구암동                                 |
| 칠곡2동           | 관문동      | 노곡동, 매천동, 팔달동, 금호동, 사수동 |
| 칠곡3동           | 읍내동      | 읍내동                                 |
| 칠곡3동           | 동천동      | 동호동, 학정동, 도남동, 국우동, 동천동 |
- 2005년 12월 28일 강북보건지소를 개소하였다.
- 2009년 7월 1일 노원1·2동과 노원3동을 노원동으로 합동하고, 동천동을 국우동으로 분동하였다.[25]
- 2011년 7월 4일 대현1동, 대현2동을 대현동으로 합동하였다.[26] (23행정동)